# Col de l'Espigoulier
Le col de l'Espigoulier est le col routier le plus élevé des Bouches-du-Rhône sur la route départementale 2, situé dans le massif de la Sainte-Baume, à 723 m d'altitude. C'est un col de référence pour tous les cyclistes de la région.

## Géographie
À l'est d'Aubagne, dans le parc naturel régional de la Sainte-Baume, il se trouve sur la commune de Gémenos sur la route départementale 2, à proximité du pic de Bertagne, à l'est.

## Topographie
Il peut être escaladé par deux versants : celui de Gémenos long de 11 km, avec 570 m de dénivelé et pente moyenne de 5,2 %, et celui d'Auriol long de 14 km, avec 520 m de dénivelé et pente moyenne de 3,7 %. Il existe un troisième versant varois sur les premiers kilomètres par Saint-Zacharie mais il est indirect passant par Plan-d'Aups-Sainte-Baume.

## Ascensions cyclistes
Le col a été gravi quatre fois par le Tour de France, dont deux fois en 2e catégorie.
| Année | Étape | Catégorie | 1er au sommet   |
| ----- | ----- | --------- | --------------- |
| 1993  | 12e   | 4         | Fabio Roscioli  |
| 1973  | 5e    | 2         | Michael Wright  |
| 1969  | 12e   | 3         | Felice Gimondi  |
| 1957  | 12e   | 2         | Jean Stablinski |

Ce col est régulièrement emprunté par des courses cyclistes amateurs ou professionnelles telles que le souvenir Jean Masse ou la cyclosportive les bosses du 13 mais aussi le Tour méditerranéen cycliste professionnel.
Son ascension a également été réalisée lors du début de la 2e étape du Tour de la Provence 2020, le col classé cette fois-ci en 1re catégorie. Jonas Koch le franchit en tête. De même, il a été grimpé comme ultime col de la 6e étape du Paris-Nice 2022, le col classé cette fois-ci en 2e catégorie, franchi en tête par Matthew Holmes.

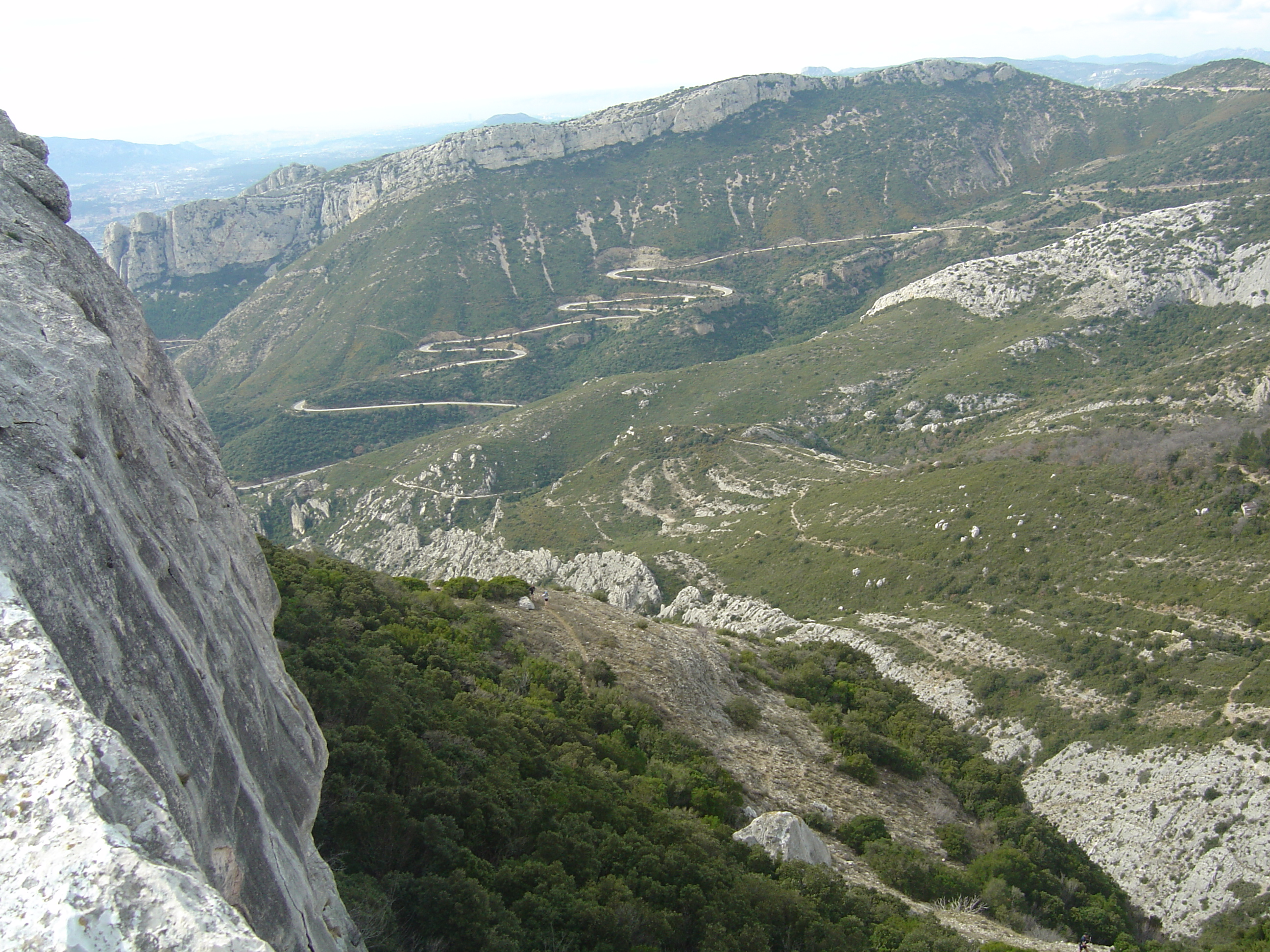
Vue sur les lacets du col de l'Espigoulier (versant de Géménos).
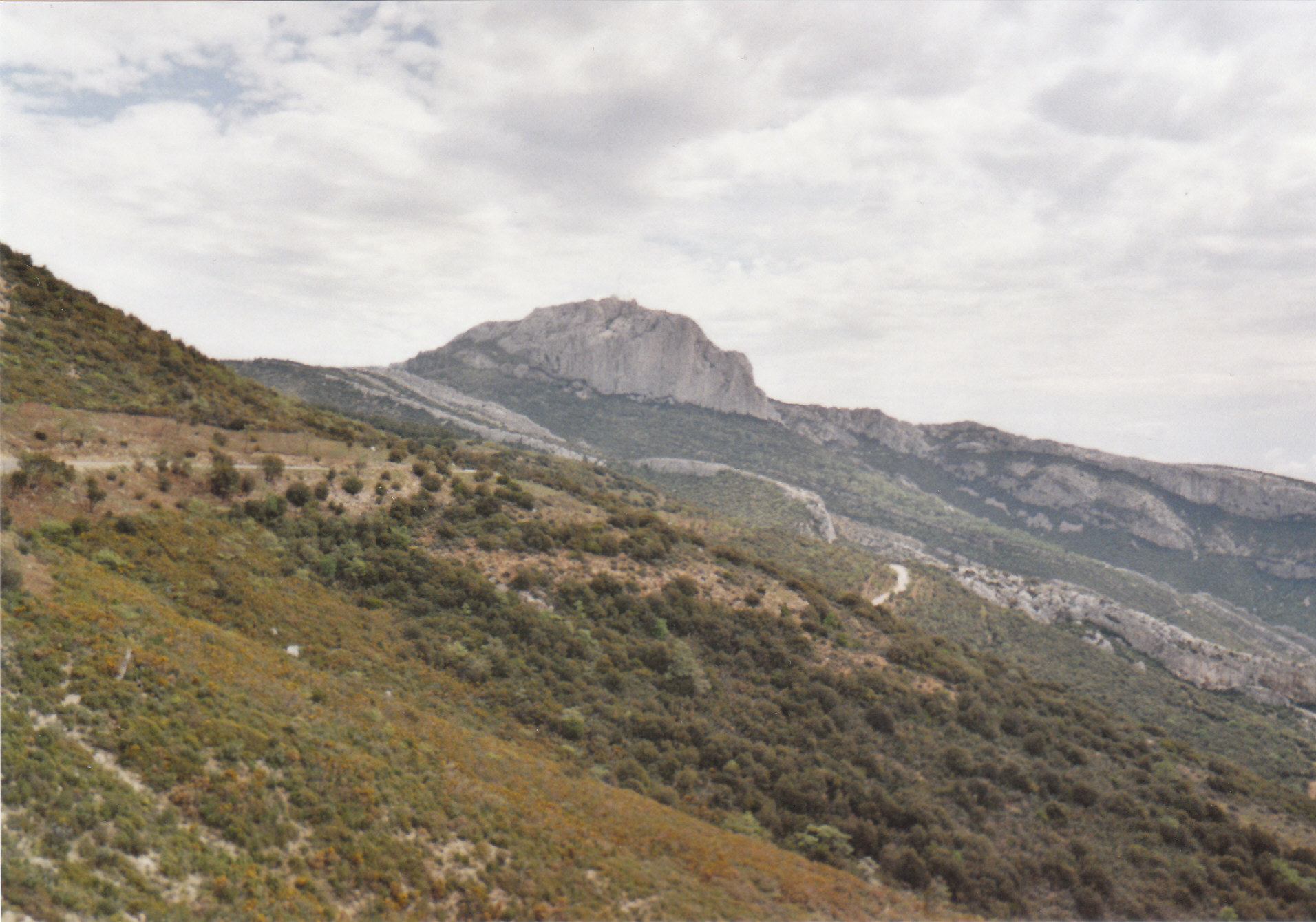
Vue depuis le col sur le pic de Bertagne.

## Cinéma
Une des scènes les plus importantes de Fantômas a été tournée au col de l'Espigoulier. Le journaliste Fandor et sa fiancée y dévalent en panique en voiture une route pentue puisque Lady Beltham a saboté les freins.